# Manuel García Viñolas
Manuel Augusto García-Viñolas (Múrcia, 13 de gener de 1911-Madrid, 26 de juny de 2010) va ser un periodista, escriptor i crític de literatura i art espanyol.

## Biografia
Va néixer en Múrcia el 1911. Estava diplomat en Periodisme i doctorat en Dret.
El seu primer treball en un periòdic va ser a La Verdad, de Múrcia. Al començament dels anys 30 va arribar a Madrid, començant a treballar en El Debate, periòdic amb el qual va exercir de corresponsal en El Vaticà.
Afiliat a la Falange Española, es va sumar a les files del bàndol nacional després d'esclatar la Guerra Civil, establint-se a Burgos.
El 1938, en plena contesa, va ser nomenat director general de Cinematografia i Propaganda.
El 1940 va fundar el Círculo Cinematográfico Español (Circe), un centre cultural on es reunia la professió cinematogràfica per a intercanviar idees, assistir a conferències,
consultar llibres i revistes especialitzades o participar en sessions de cineclub, totes elles activitats la comesa de les quals era millorar la cohesió i la formació
dels professionals i, per tant, la qualitat del cinema espanyol.
Va ser director del Teatre Nacional durant una breu etapa, càrrec al qual va accedir a causa de la defunció del seu antecessor, Felipe Lluch Garín.
Així mateix va estar d'agregat cultural en les Ambaixades d'Espanya a Rio de Janeiro i Lisboa.
És un dels fundadors del NO-DO, noticiari que es va projectar de manera obligatòria en tots els cinemes espanyols entre 1942 i 1976 i ja de manera voluntària fins a 1981.
Així mateix també va ser un dels fundadors de la revista de cinema Primer Plano, que va funcionar entre durant un breu període (1940-1942). Va ser crític d'art en el diari Pueblo durant 17 anys.
Era amic de gran nombre d'intel·lectuals i artistes com Dalí, Alberti o García Lorca. També va ser legionari, diplomàtic i un gran col·leccionista d'art.
Va morir a Madrid als 97 anys.

## Filmografia
- Prisioneros de guerra (1938).
- 18 de julio (1938).
- La llegada de la Patria (1939).
- Boda en Castilla (1941).
- A los pies de usted (1945).
- Donaire de España (1963).
- Arte de América y España (1963).

## Llibres
- Los pasos contados (1962).
- Viaje a las tierras de Adán.
- Del Brasil, Brasilia.
- El arte de tentar.

## Premis
- Premio Nacional Francisco Franco de Periodismo.
- Premi Internacional de Venècia de Cinema.

## Condecoracions
- Medalla d'Or de l'Associació Espanyola de Crítics d'Art (AECA), de la qual era soci d'honor.
- Gran Creu de l'Orde del Mèrit Civil (1965).[5]